# Veronica eriogyne
Veronica eriogyne là một loài thực vật có hoa trong họ Mã đề. Loài này được H. Winkl. miêu tả khoa học đầu tiên năm 1922.